# Dasylirion gentryi
Dasylirion gentryi ist eine Pflanzenart der Gattung Dasylirion in der Familie der Spargelgewächse (Asparagaceae). Ein englischer Trivialname ist „Gentry’s Sotol“.

## Beschreibung
Dasylirion gentryi bildet einen kurzen, holzigen Stamm bis 50 cm Höhe. Die variablen, grünen, glatten, gezähnten Laubblätter sind 70 bis 130 cm lang und 10 bis 25 mm breit. Die unregelmäßig angeordneten, bis 2 mm langen Randdornen sind nach oben gerichtet.
Der rispige, schmale Blütenstand wird 2 bis 4 m hoch. Die Blüten sind weiß bis cremefarben. Die Blühperiode reicht von März bis April.
Die eiförmigen bis runden Kapselfrüchte enthalten einen oder selten 2 Samen und sind 10 bis 12 mm lang und 8 bis 9 mm breit. Die dreikantigen Samen sind 3,5 mm lang und 2,5 mm breit.

## Verbreitung und Systematik
Dasylirion gentryi ist in Mexiko im Südosten von Sonora und in der Region von Chihuahua in 1100 bis 1700 m Höhe angesiedelt. Es wächst an steinigen Hängen und in offenem Waldland, vergesellschaftet mit Yucca declinata und verschiedenen Agaven-Arten.
Die Erstbeschreibung erfolgte 1998 durch David John Bogler.
Dasylirion gentryi ist ein Mitglied der Sektion Dasylirion. Typisch sind die glänzenden, variablen Blätter. Charakteristisch sind die großen, rosafarbenen Früchte. Es ähnelt Dasylirion durangense und Dasylirion wheeleri, Mitgliedern der Sektion Glaucophyllum, jedoch sind deutliche Unterschiede in der Blütenstruktur erkennbar.
Dasylirion gentryi ist kaum bekannt und selten in Kultur.

## Nachweise